# Hà Đông (tỉnh)
Bài này nói về một tỉnh cũ của Việt Nam. Xem các nghĩa khác tại Hà Đông (định hướng)
Hà Đông là một tỉnh cũ của Việt Nam, tồn tại từ ngày 3 tháng 5 năm 1902 đến ngày 21 tháng 4 năm 1965. 

## Vị trí địa lý và hành chính
Tỉnh Hà Đông có vị trí địa lý:
- Phía Bắc giáp tỉnh Vĩnh Phúc với ranh giới là sông Hồng
- Phía Tây giáp tỉnh Sơn Tây với ranh giới là sông Đáy và tỉnh Hòa Bình
- Phía Nam giáp tỉnh Hà Nam
- Phía Đông giáp tỉnh Hưng Yên và thành phố Hà Nội

Tỉnh Hà Đông gồm thị xã Hà Đông (tỉnh lỵ) và 8 huyện: Chương Mỹ, Đan Phượng, Hoài Đức, Mỹ Đức, Phú Xuyên, Thanh Oai, Thường Tín, Ứng Hòa.

## Lịch sử

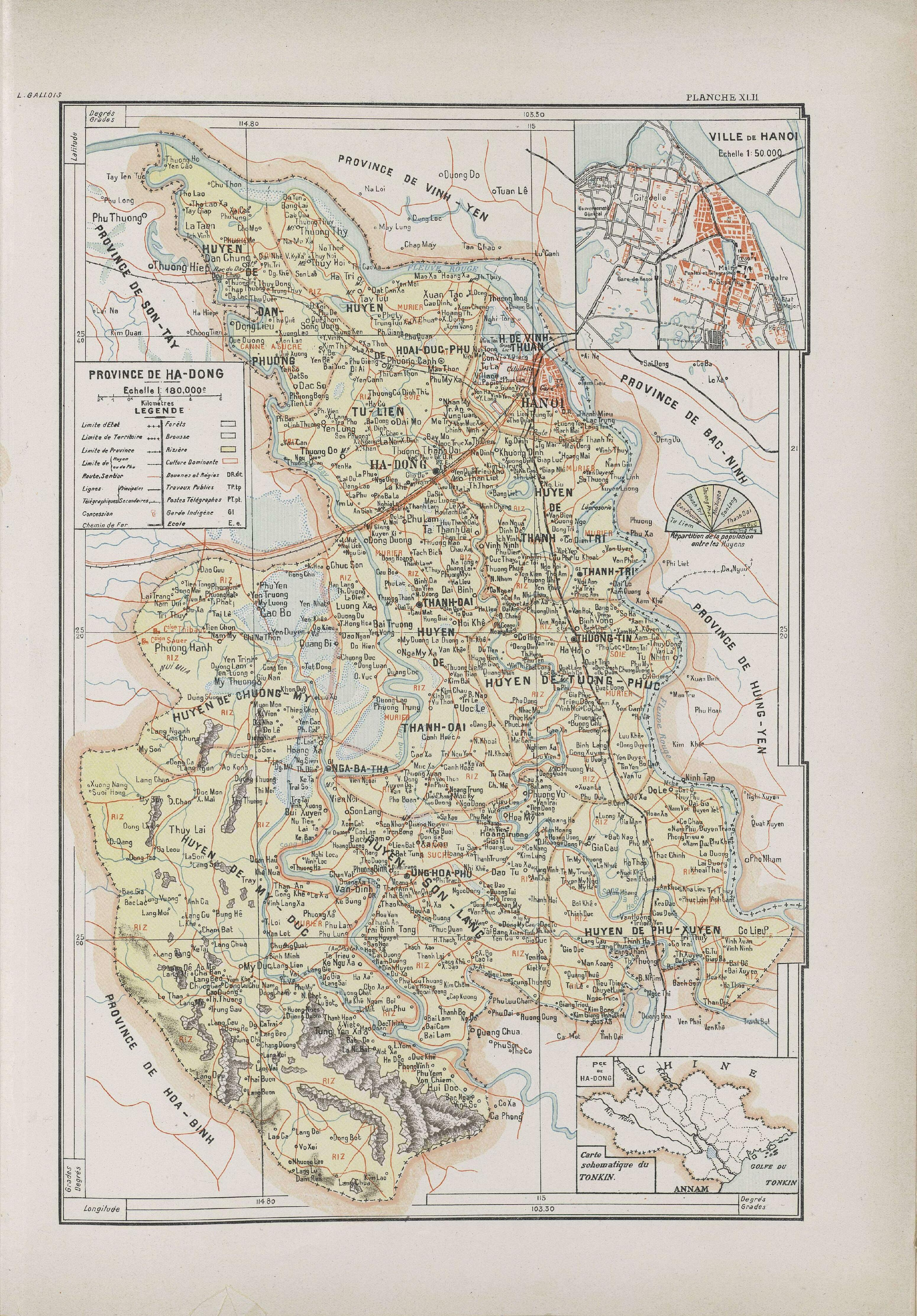
Bản đồ tỉnh Hà Đông năm 1909

Tỉnh Hà Đông trước đây là tỉnh Hà Nội do vua Minh Mạng thành lập vào năm 1831 trên cơ sở Bắc Thành; huyện Từ Liêm thuộc phủ Quốc Oai, trấn Sơn Tây (sau đổi thành tỉnh Sơn Tây); phủ Ứng Thiên, Lý Nhân, Thường Tín của trấn Sơn Nam Thượng. Hành chính của tỉnh Hà Nội lúc này gồm:
- Phủ Hoài Đức gồm 3 huyện: Từ Liêm, Thọ Xương, Vĩnh Thuận.
- Phủ Lý Nhân gồm 5 huyện: Bình Lục, Duy Tiên, Kim Bảng, Nam Xương, Thanh Liêm.
- Phủ Thường Tín gồm 3 huyện: Phú Xuyên, Thanh Trì, Thượng Phúc.
- Phủ Ứng Hòa gồm 4 huyện: Chương Đức, Sơn Minh, Hoài An, Thanh Oai.

Năm 1880, vua Tự Đức thành lập đạo Mỹ Đức trên cơ sở tách huyện Mỹ Lương thuộc phủ Quốc Oai, tỉnh Sơn Tây, hai huyện Chương Đức và Hoài An thuộc phủ Ứng Hòa.
Ngày 19 tháng 7 năm 1888, theo chỉ thị sắc lệnh của Tổng thống Pháp Sadi Carnot, chính quyền Liên bang Đông Dương thành lập thành phố Hà Nội trên cơ sở tách hai huyện Thọ Xương và Vĩnh Thuận thuộc phủ Hoài Đức. Đồng thời, huyện Đan Phượng thuộc phủ Quốc Oai, tỉnh Sơn Tây sáp nhập vào phủ Hoài Đức.
Năm 20 tháng 12 năm 1896, chính quyền Liên bang Đông Dương chuyển lỵ sở tỉnh Hà Nội về làng Cầu Đơ (sau này là phường Hà Cầu, quận Hà Đông và nay là phường Hà Đông, thành phố Hà Nội).
Ngày 3 tháng 5 năm 1902, để tránh trùng tên tỉnh với thành phố Hà Nội, chính quyền Liên bang Đông Dương đổi tên tỉnh Hà Nội thành tỉnh Cầu Đơ. Nhưng đến ngày 6 tháng 12 năm 1904 đổi tên thành tỉnh Hà Đông.
Cuối năm 1914, chính quyền Liên bang Đông Dương sáp nhập huyện Hoàn Long (vốn thuộc hai huyện Thọ Xương và Vĩnh Thuận cũ và một phần của các huyện Từ Liêm và Thanh Trì) vào tỉnh Hà Đông. Nhưng đến năm 1942, huyện Hoàn Long sáp nhập trở lại vào thành phố Hà Nội, chuyển thành Đại lý Hoàn Long.
Sau Cách mạng Tháng Tám, tỉnh Hà Đông gồm thị xã Hà Đông (tỉnh lỵ) và 10 huyện: Chương Mỹ, Đan Phượng, Hoài Đức, Mỹ Đức, Phú Xuyên, Từ Liêm, Thanh Oai, Thanh Trì, Thường Tín, Ứng Hòa.
Ngày 31 tháng 5 năm 1961, sáp nhập hai huyện Từ Liêm và Thanh Trì; 5 xã: Liên Mạc, Minh Khai, Phú Diễn, Tây Tựu, Thượng Cát thuộc huyện Đan Phượng, 3 xã: Hữu Hưng, Trung Văn, Xuân Phương thuộc huyện Hoài Đức vào thành phố Hà Nội. Tỉnh Hà Đông còn lại 8 huyện: Chương Mỹ, Đan Phượng, Hoài Đức, Mỹ Đức, Phú Xuyên, Thanh Oai, Thường Tín, Ứng Hòa.
Ngày 21 tháng 4 năm 1965, tỉnh Hà Đông hợp nhất với tỉnh Sơn Tây thành tỉnh Hà Tây. Từ đó, tỉnh Hà Đông không còn tồn tại.